# 8e régiment de tirailleurs marocains
 (août 2014).
Si vous disposez d'ouvrages ou d'articles de référence ou si vous connaissez des sites web de qualité traitant du thème abordé ici, merci de compléter l'article en donnant les références utiles à sa vérifiabilité et en les liant à la section « Notes et références ».
Pour les articles homonymes, voir 8e régiment.
Le 8e régiment de tirailleurs marocains (8e RTM), momentanément 68e régiment de tirailleurs marocains (68e RTM), est un régiment d'infanterie français, de l'armée d'Afrique, ayant existé entre 1929 et 1956. 
Il s'illustre particulièrement au cours de la Seconde Guerre mondiale, en 1944-1945, au sein de la 2e division d'infanterie marocaine (2e DIM), sous le commandement des colonels Molle puis de Berchoux, lors de la campagne d'Italie, de la libération de la France et de la campagne d'Allemagne. Il est cité trois fois à l'ordre de l'armée.

## Chefs de corps
- Colonel Molle, du 1er mai 1943 au 29 juin 1944
- Colonel de Berchoux, du 6 juillet 1944 au 26 février 1945
- Colonel Bridot, du 26 février 1945 au 11 septembre 1945

## Historique des garnisons, campagnes et batailles

### 1927 - 1935
Le 68e RTM a été créé en novembre 1927 à Fès. Il a participé à la « pacification » du Maroc jusqu'en 1934 (inscription : Maroc 1928 – 1934).
À partir du 1er janvier 1929 le régiment prend son numéro d’origine : 8e RTM.
En 1934 les 1er et 2e bataillons viennent en France à Agen et Marmande.
Resté au Maroc, le 3e bataillon devient 2/7 RTM tandis que le 2/7 RTM (Auch) devient le 3e bataillon du 8e RTM.
Le régiment est transféré à Belfort et Lons-le-Saunier à partir d'octobre 1935.

### Seconde Guerre mondiale

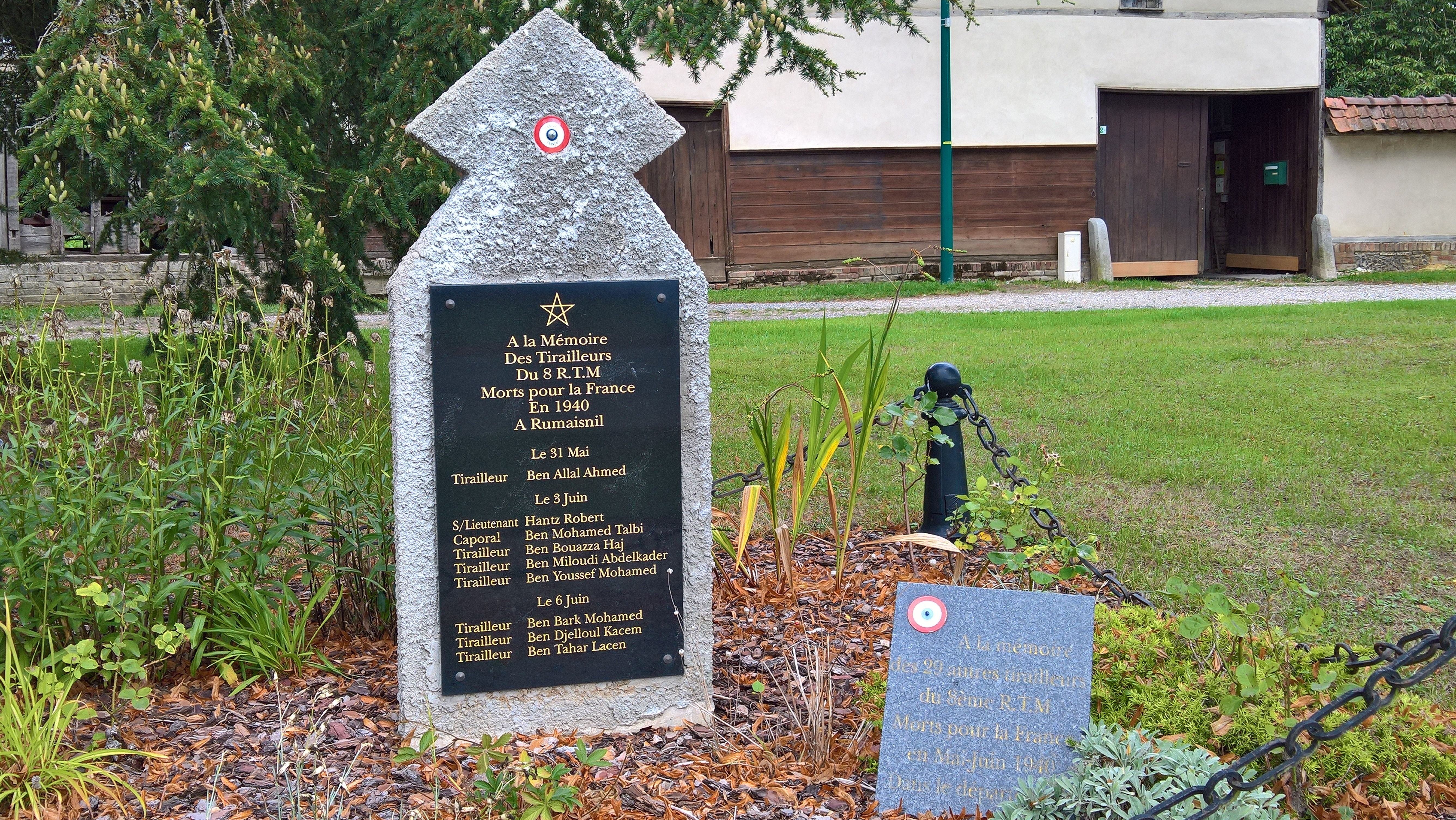
Monument commémoratif et stèle en l'honneur du 8e RTM à Rumaisnil (Somme).

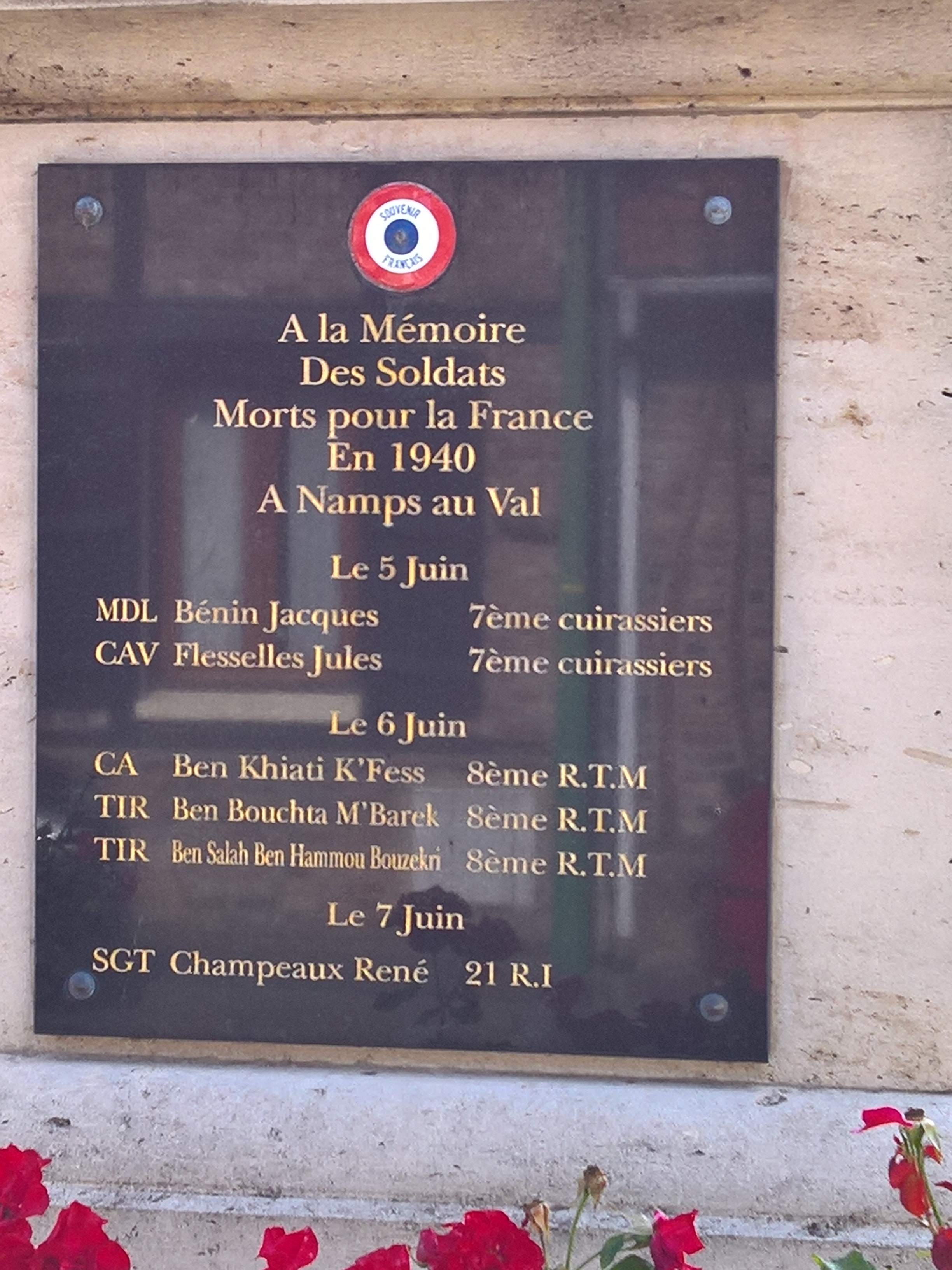
Plaque commémorative à Namps-au-Val.

Le régiment participe à la campagne de mai-juin 1940 et combat dans la Somme, l'Oise et la Seine.
En août 1940, il forme un groupement avec les rescapés du 10e RTM et regagne le Maroc fin août et est dissous.
En janvier 1941, le régiment est recréé à Mekhnès et Ouezzan comme « renfort Levant » sous le commandement du lieutenant-colonel Jean Callies.
Le 8 novembre 1942, il doit s'opposer au débarquement américain, mais tout rentre dans l'ordre le 10 avec l'annonce d'un cessez-le-feu mettant fin aux combats.
Le 1er mai 1943, le 8e RTM, commandé par le colonel Molle, rejoint la 2e division d'infanterie marocaine.
Il participe à la campagne d'Italie à partir décembre 1943 et s'illustre aux Abruzzes (inscription sur le drapeau : Abruzzes 1944). En avril 1944, il hérite des positions britanniques sur la rive droite du Garigliano. Dans la nuit du 11 au 12 mai 1944, la 1re compagnie part en tête, elle débouche sur une trentaine de blockhaus solidement tenue. Après une demi-heure de combat, la position est enlevée. 2 sections partent vers le Faito[Quoi ?] et l'occupent. Dans l'après-midi, les Allemands lancent une violente contre-attaque, le régiment tient bon (inscription sur le drapeau : Garigliano 1944). En juillet, il se regroupe dans le sud de l’Italie avant une nouvelle étape : la libération de la France. Dans ses Mémoires de guerre, le général de Gaulle qualifie le 8e RTM d'« admirable régiment ».
Fin août, le régiment, commandé par le colonel de Berchoux qui a remplacé le colonel Molle à la fin de la campagne d'Italie, embarque pour la France. Débarqué dans les premiers en Provence, il est dirigé sur le Doubs et Belfort (inscription sur le drapeau : Belfort 1944) pour couvrir le 6e groupe d'armées américain. En décembre, il rejoint les Vosges puis l'Alsace pour y garder le Rhin. En février 1945, il est relevé par le 151e RI. Le régiment rentre au Maroc.
Le régiment est cité deux fois à l'ordre de l’armée pour faits d'armes le 22 et 30 mai 1945.
En avril 1945, le 8e RTM est reconstitué avec les personnels rapatriables des RTM de la 2e DIM et de la 4e DMM.

### Guerre d'Indochine
En octobre 1946, le régiment devient la 26e demi-brigade du GI no 26. Il reprend son appellation le 16 novembre 1947 à Mekhnès et El Hajeb mais est dissous le 31 mars 1949.
Le BM/8e RTM débarque le 7 mai 1949 à Haiphong, il relève en zone côtière le BM/5e RTM, puis il occupe le secteur nord-est. Il assure la sécurité de la RC 4 à partir de Langson et Dong-Khé. Il fait partie, avec le 1er BEP, de la colonne Lepage. Il est pratiquement disloqué au défilé de Coc-Xa, entre le 2 et le 7 octobre. Le BM/8e sera dissous le 10 mai 1951.
Le 1er octobre 1954 les trois bataillons de marche du 1er RTM forment le 8e RTM. Peu après le régiment évacue le Tonkin.
En juin 1955, le régiment rejoint la Cochinchine et la quitte en avril 1956. Le 8e RTM est le dernier régiment marocain à quitter le Viêt Nam d'où il rejoint le Maroc pour y être dissous. Des éléments passent à la nouvelle armée marocaine, mais beaucoup de vieux tirailleurs, fidèles à la France, viennent terminer leurs carrières dans ce pays.

## Traditions

### Drapeau du régiment
Il porte, cousues en lettres d'or dans ses plis, les inscriptions suivantes :

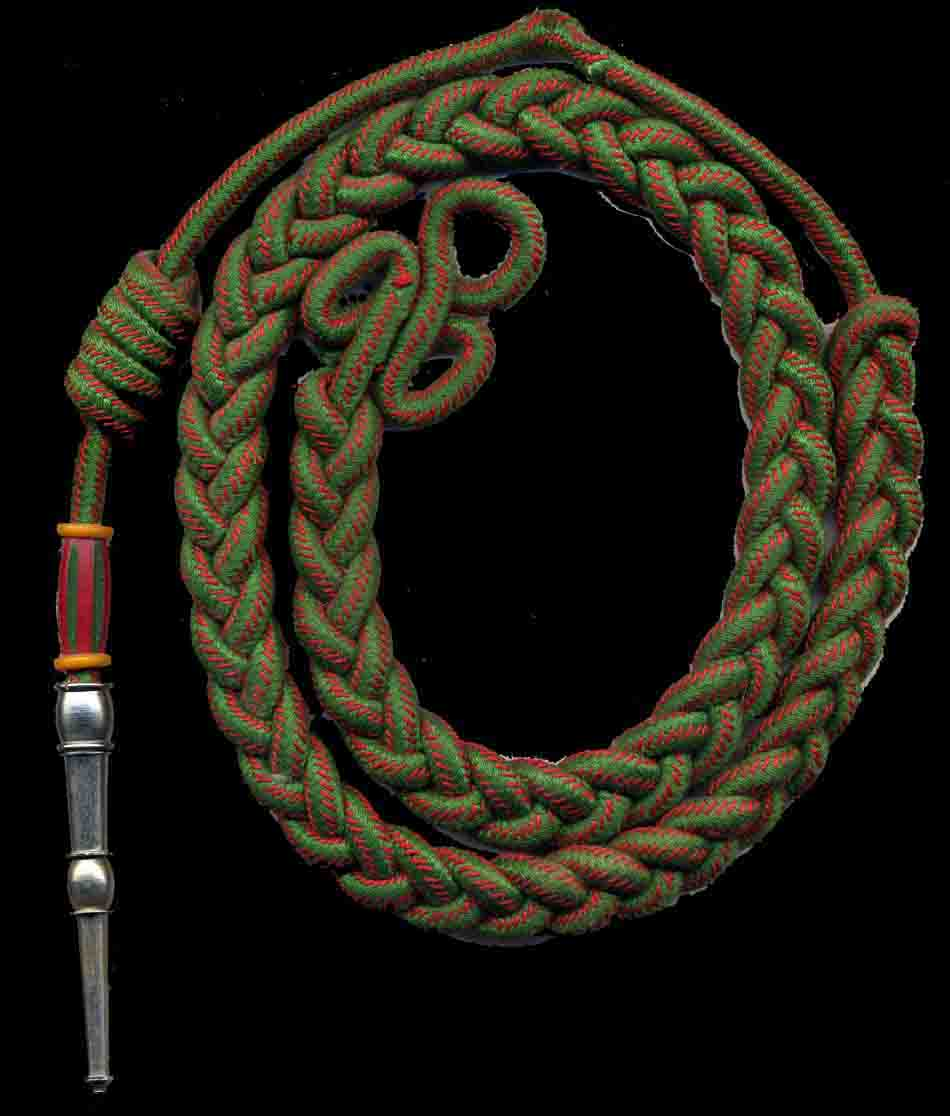
Fourragère aux couleurs du ruban de la croix de guerre 1914 1918 avec olive aux couleurs du ruban de la croix de guerre 1939 1945

- Maroc 1928–1934
- Abbruzzes 1944
- Garigliano 1944
- Belfort 1944

### Décorations
- Croix de guerre 1939-1945, avec 3 palmes (trois citations à l'ordre de l'armée)
- Mérite militaire chérifien.
- Fourragère aux couleurs du ruban de la croix de guerre 1914-1918 avec olive aux couleurs du ruban de la croix de guerre 1939-1945.

### Devise
« Toujours en avant aux ordres »

## Personnalités ayant servi au sein du régiment
- Joseph Putz (1895-1945), officier en 1940, Compagnon de la Libération ;
- Eugène Molle (1895-1978), chef de corps du 8e RTM de décembre 1943 à juin 1944 ;
- Henry de Berchoux (1894-1985), chef de corps du 8e RTM de juillet 1944 à février 1945 ;
- Christian Mégret de Devise (1908-1986), officier au 8e RTM de 1941 à 1945, Compagnon de la Libération ;
- Pierre Lecomte (1918-2009), officier au 8e RTM de 1942 à 1945 ;
- Georges Delrieu (1919-1944), officier au 8e RTM de 1939 à 1940, Compagnon de la Libération ;
- Bernard Cabiro (1922-1993), militaire du rang puis officier au 8e RTM de 1942 à 1945.

### Sources et bibliographie
- Anthony Clayton, Histoire de l'Armée française en Afrique. 1830-1962, éd. Albin Michel, Paris, 1994
- Robert Huré, L'Armée d'Afrique : 1830-1962, éd. Charles-Lavauzelle, Paris, 1977
- André Lanquetot, Un hiver dans les Abruzzes, le 8e régiment de tirailleurs marocains et le 3e groupe du 63e régiment d'artillerie d'Afrique : Italie, 1943-1944, service historique de l'armée de terre, 1991.